# François Lacharme
Pour les articles homonymes, voir Lacharme.
François Lacharme, né le 28 janvier 1817 à Saint-Didier-sur-Chalaronne dans l'Ain et mort le 5 novembre 1887 à Lyon, est un rosiériste français parmi les plus fameux du XIXe siècle. Ses nombreuses obtentions portent essentiellement sur les rosiers de Noisette, les rosiers Bourbon et les premiers hybrides remontants. Ses roses étaient présentes dans les catalogues d'Europe entière, alors que Lyon était reconnue comme un grand foyer de création de roses.

## Biographie
François Lacharme naît dans une famille paysanne à une cinquantaine de kilomètres de Lyon. Passionné par les roses, il décide contre l'avis paternel de se consacrer à cette culture et entre en 1836 chez un cousin lyonnais pépiniériste, Poncet, qui se fit par la suite un nom dans l'obtention de roses (‘Princesse de Joinville’ 1847, ‘Pauline Bonaparte’ 1847). C'est grâce à lui qu'il fait la connaissance du fameux rosiériste Émile Plantier, installé rue de la Croix à La Guillotière. En 1838, il se rend à Paris, muni d'une lettre d'introduction à l'attention de Pirolle, éditeur de la revue Le Bon Jardinier, et mûrit son expérience. Il rencontre également Alexandre Hardy, jardinier en chef du jardin du Luxembourg.

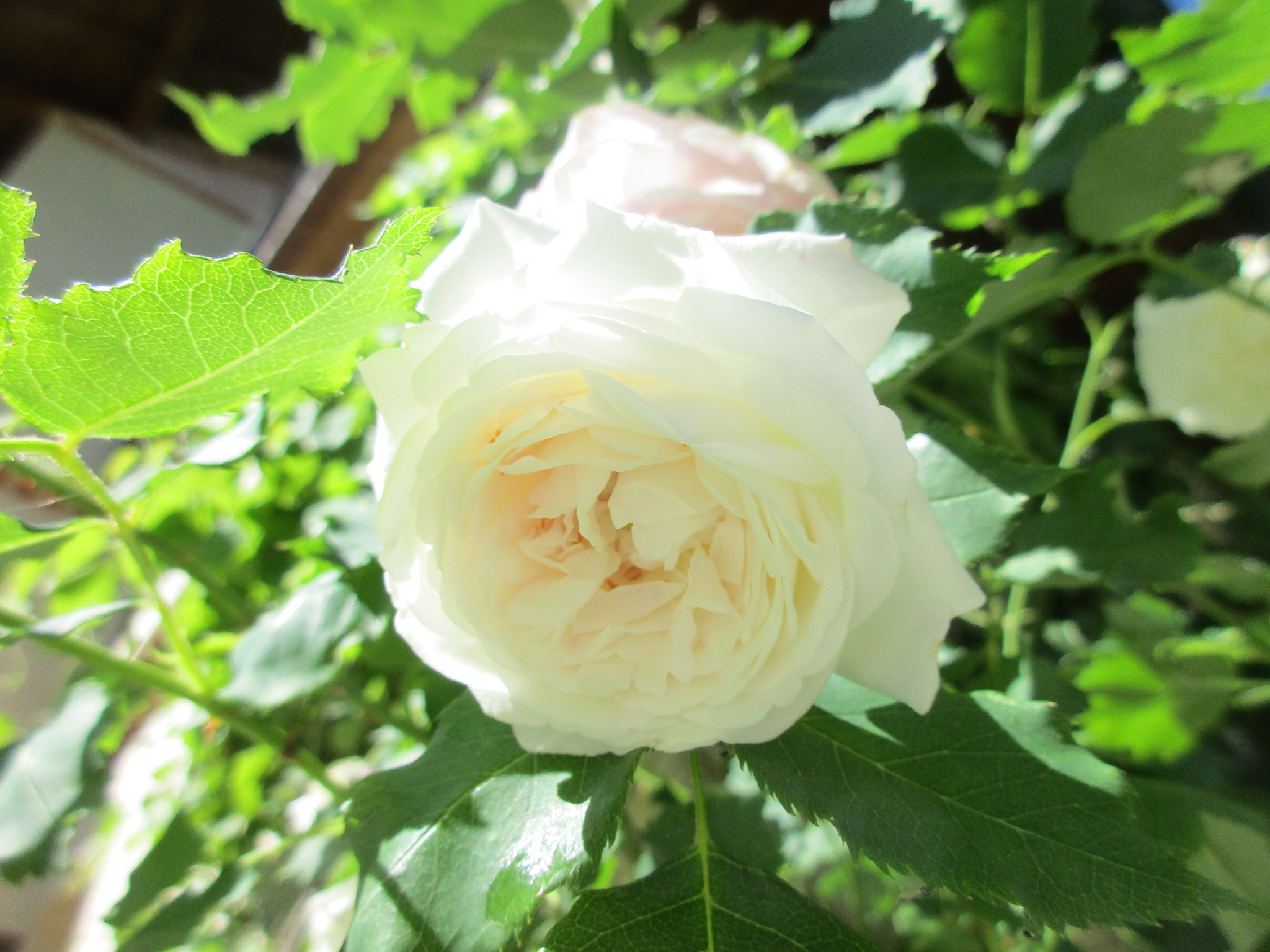
‘Boule de Neige’ (Bourbon, 1867).

En 1840, Lacharme reprend la pépinière de Plantier. Parmi ses premières obtentions, l'on compte  à La Guillotière ‘Ernestine de Barante’ (1842), ‘Duc d'Alençon’ (1845) ou ‘Mathilde de Jouvenel’ en 1846, début d'une longue cohorte de succès. Parmi les créations qui ont rencontré un grand écho tant en France qu'à l'étranger (et notamment en Grande-Bretagne), l'on peut distinguer ‘Salet’ (1854), rosier mousseux issu de Rosa centifolia, ‘Anna de Diesbach’ (1858), hybride remontant aux fleurs roses à nuances rouge cramoisi, ou encore ‘Victor Verdier’ (hybride remontant cramoisi). L'année 1859 marque aussi l'introduction de son premier rosier de Noisette, baptisé ‘Coquette de Lyon’, un autre de couleur blanche, ‘Coquette des Blanches’ (1871) exhale un agréable parfum. Son rosier Bourbon obtenu en 1867, ‘Boule de Neige’, est vendu alors aussi bien en Europe qu'aux États-Unis et figure toujours dans de nombreux catalogues du monde entier.

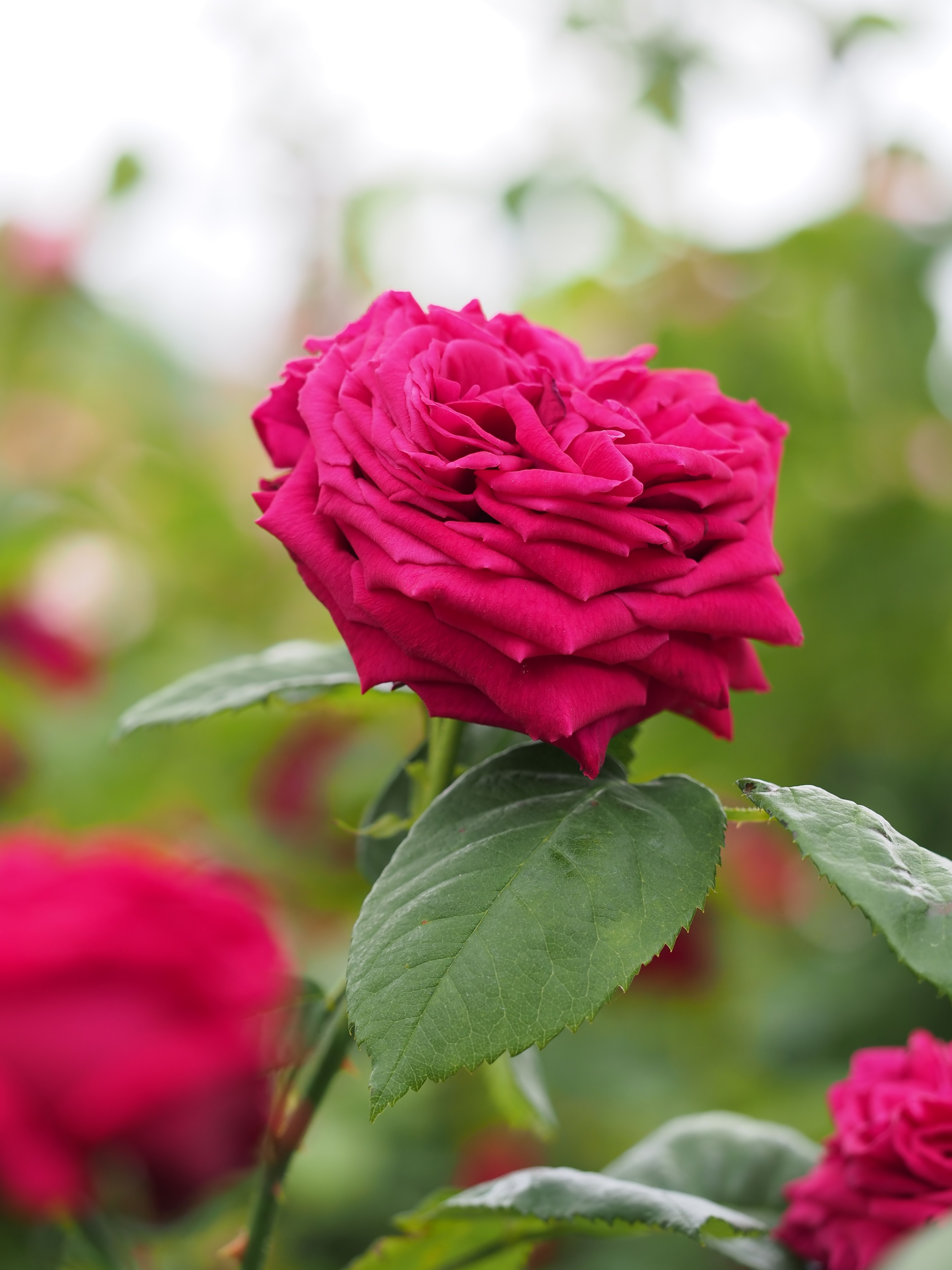
Rose ‘Éclair’ (1883) au Japon.

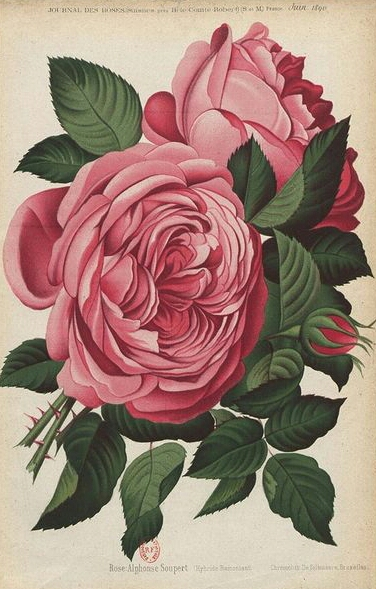
Hybride remontant ‘Alphonse Soupert’ (1884), ill. in Journal des roses (juin 1890).

En ce qui concerne les hybrides remontants qui ont marqué son époque, Lacharme est l'auteur de variétés qui devinrent très en vogue et dont certaines sont toujours commercialisées : ‘Charles Lefèbvre’ (1862), ‘Madame Alfred de Rougemont’ (1862), ‘Souvenir du Docteur Jamain’ (1865), ‘Alfred Colomb’ (1865) aux fleurs rouge foncé, ou ‘Capitaine Christy’ (1873), rose pâle, et ‘Éclair’ (1883) de couleur rouge. D'autres sont un peu oubliés, comme ‘Madame Récamier’ (1851) aux fleurs blanches, ‘Mère de Saint Louis’ (1851), aux fleurs blanches ou encore ‘Mademoiselle Gabrielle de Peyronny’ (1861) aux fleurs rouge foncé, ‘Madame Charles Verdier’ (1865) aux fleurs vermillon, ‘Louis van Houtte’ (1869), aux fleurs rouge foncé, ‘Madame Lacharme’ (1872), aux fleurs blanches, ‘Souvenir du Baron de Sémur’ (1874), aux fleurs pourpres, ‘Hippolyte Jamain’ (1874), aux fleurs roses, ‘Mademoiselle Léonie Giessen’ (1876) aux fleurs rose pâle ou ‘Alphonse Soupert’ (1884)  aux fleurs d'un rose profond et l'une de ses dernières obtentions ‘Clara Cochet’ (1886), rose pâle. Son rosier thé ‘Madame Lombard’ (1878) est plébiscité pour les fleurs à couper.
Pendant de longues années, Lacharme est un contributeur régulier du Journal des roses, publié par Cochet et lu dans l'Europe entière. Il s'est opposé à Joseph Schwartz (qui fut son apprenti) dans une querelle dont La Revue de l'horticulture belge et étrangère et Le Cultivateur de la région lyonnaise se faisaient l'écho à propos des techniques d'hybridation et de culture de la rose.
Il meurt en novembre 1887.

## Illustrations

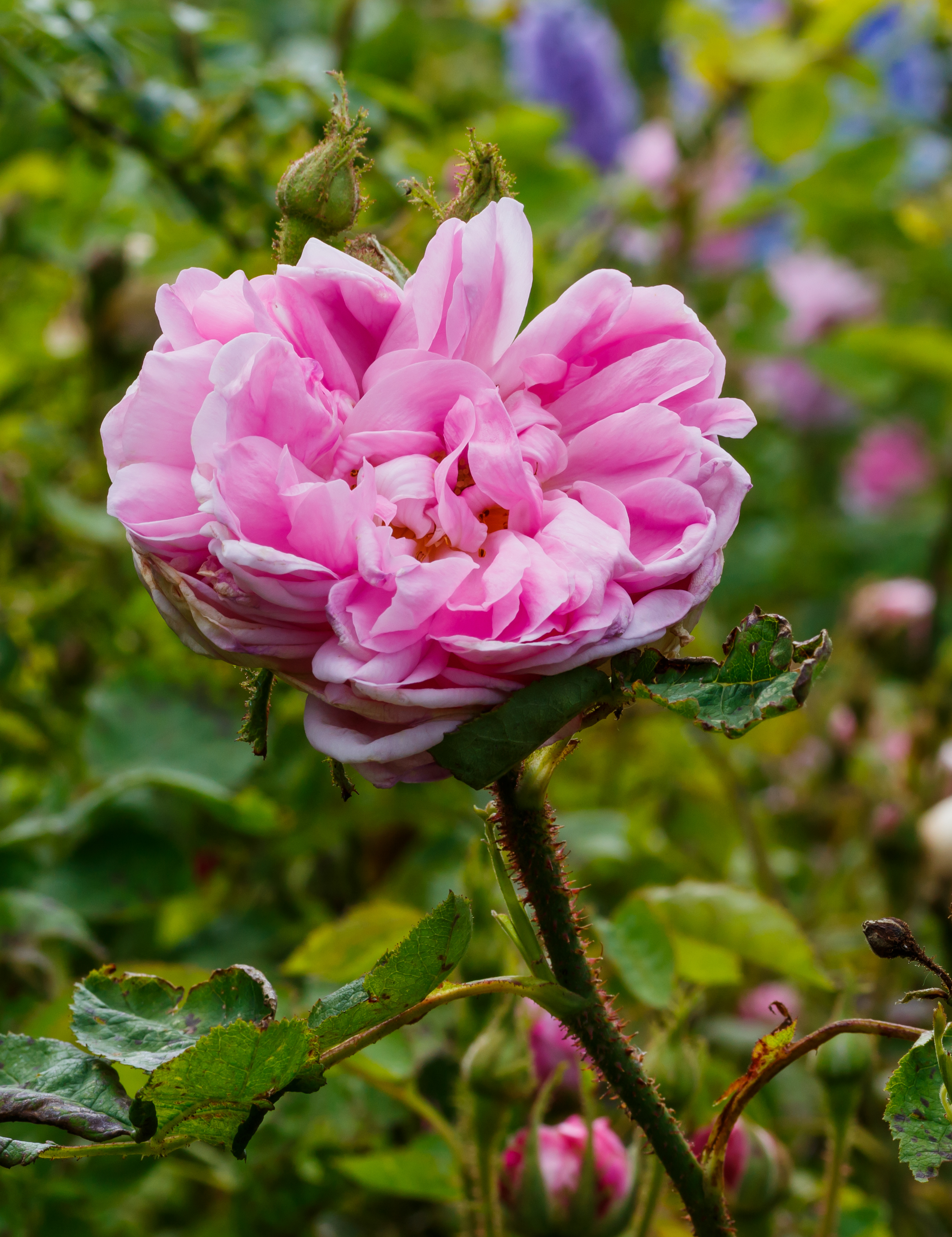
Rose ‘Salet’ (1854)
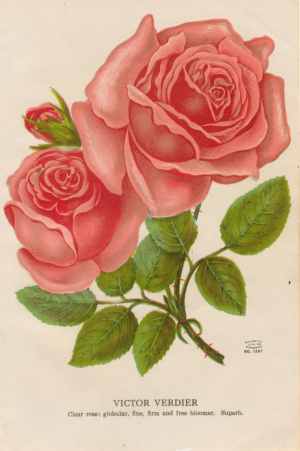
Rose ‘Victor Verdier’ (1859)
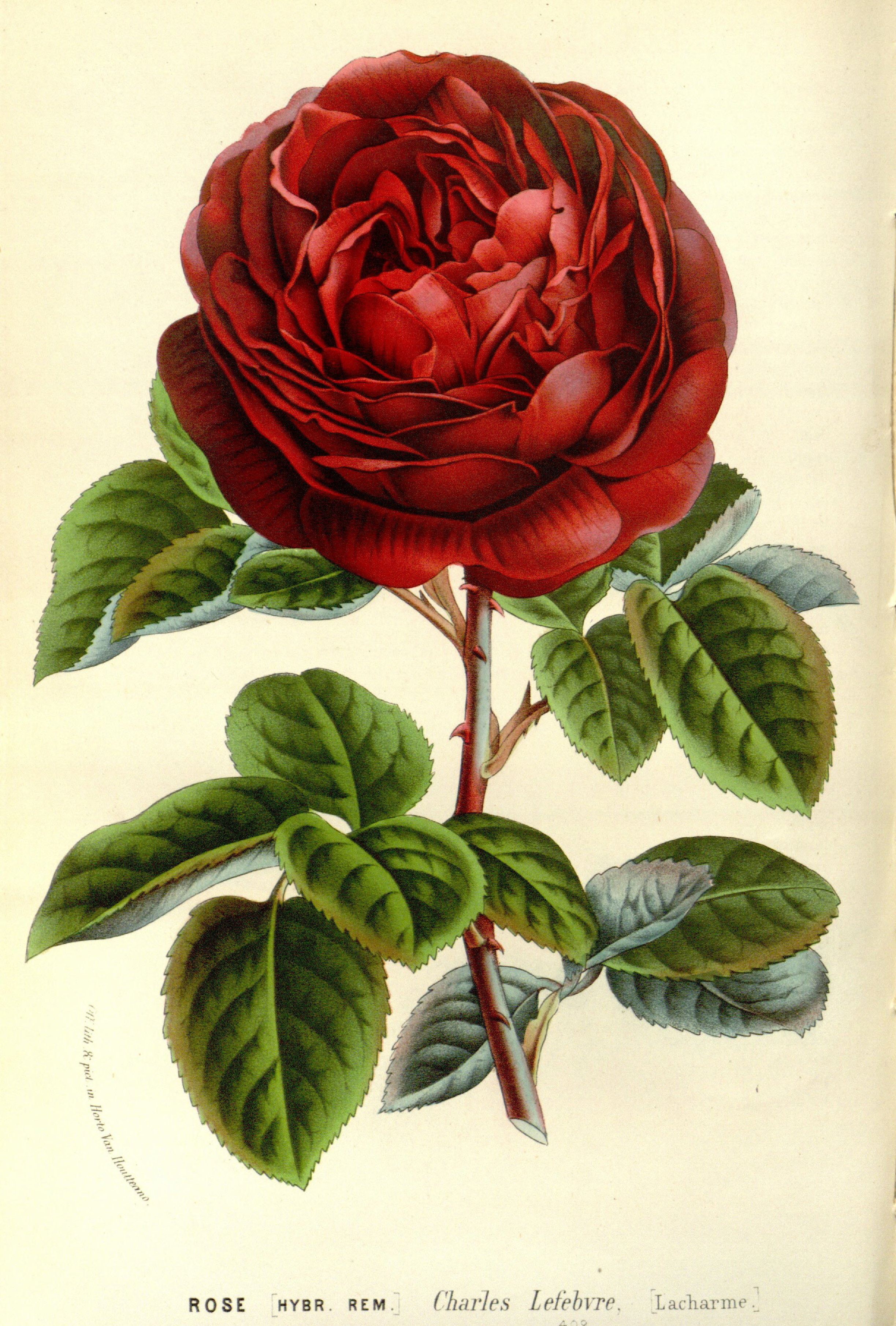
Rose ‘Charles Lefèbvre’ (1861)
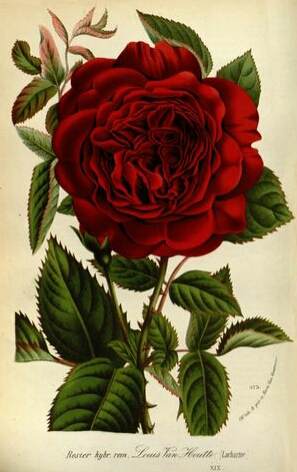
Rose ‘Louis van Houtte’ (1869)
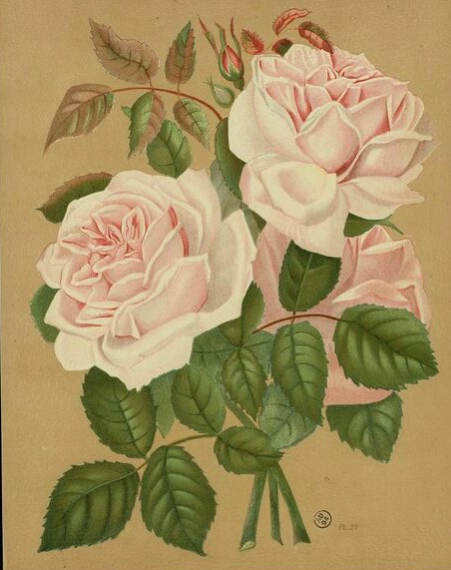
Rose ‘Capitaine Christy’ (1873)
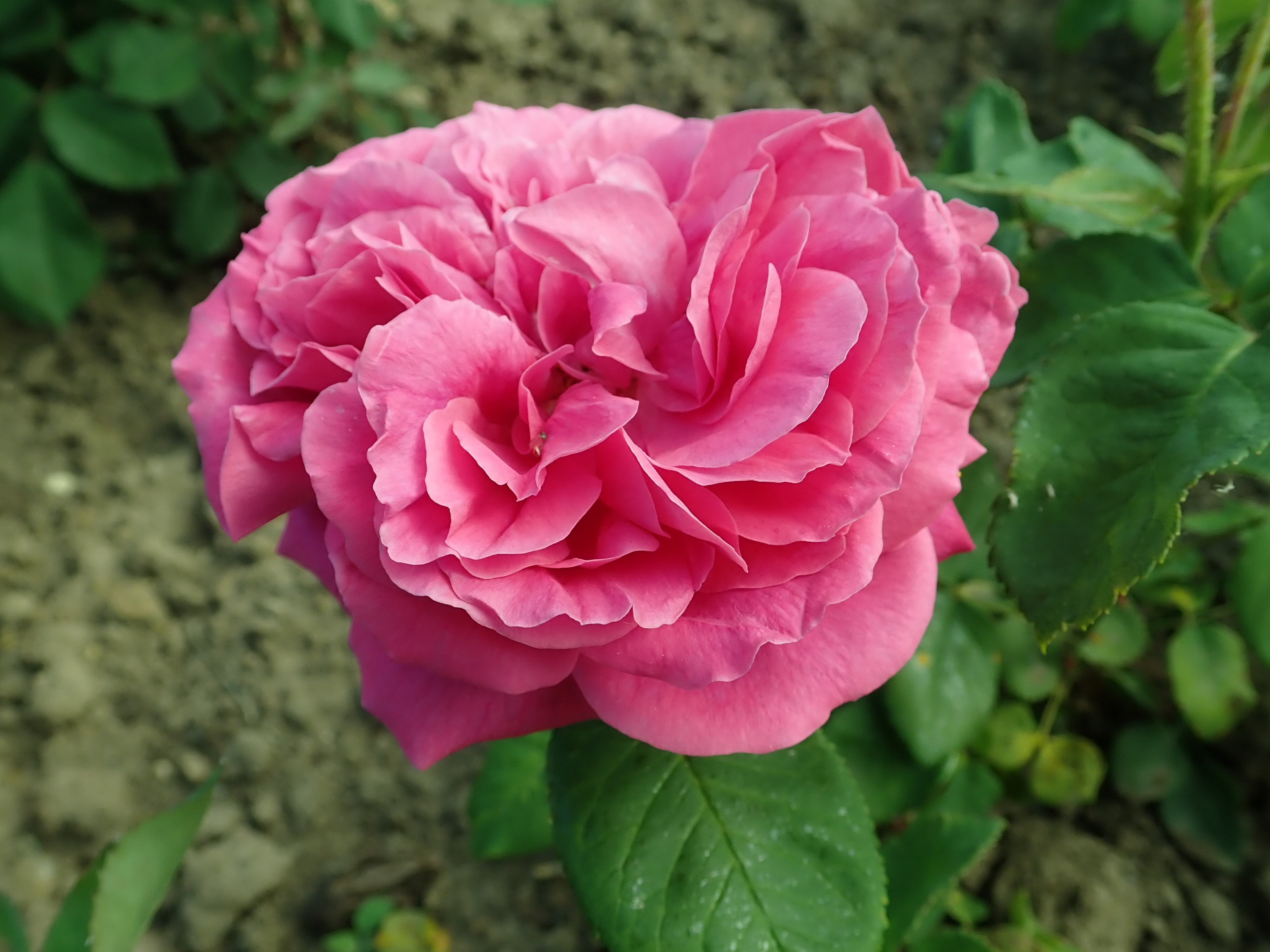
Rose ‘Hippolyte Jamain’ (1874)

## Bibliographie

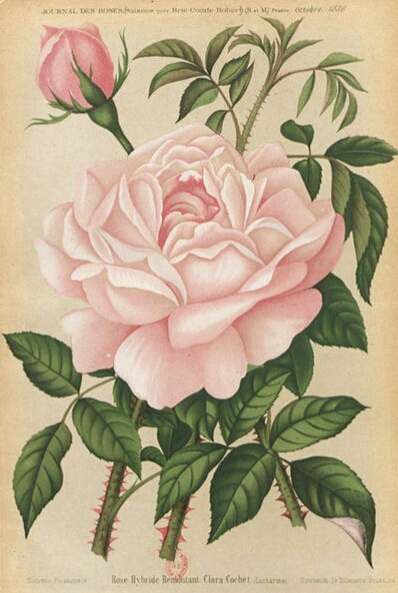
‘Clara Cochet’ (1886).